# Challenger de Pau 2024
El torneo Teréga Open Pau–Pyrénées 2024 fue un torneo de tenis perteneció al ATP Challenger Tour 2024 en la categoría Challenger 125. Se trató de la 6ª edición; el torneo tuvo lugar en la ciudad de Pau (Francia), desde el 19 hasta el 25 de febrero de 2024 sobre pista dura bajo techo.

## Jugadores participantes del cuadro de individuales
| Favorito | País                      | Jugador            | Rank1 | Posición en el torneo |
| -------- | ------------------------- | ------------------ | ----- | --------------------- |
| 1        | Bandera de Austria        | Jurij Rodionov     | 88    | Segunda ronda         |
| 2        | Bandera de Francia        | Arthur Rinderknech | 89    | Primera ronda         |
| 3        | Bandera de Estados Unidos | Brandon Nakashima  | 92    | Semifinales           |
| 4        | Bandera de Francia        | Grégoire Barrère   | 110   | Primera ronda         |
| 5        | Bandera de Francia        | Quentin Halys      | 111   | Segunda ronda         |
| 6        | Bandera de Francia        | Quentin Halys      | 112   | Segunda ronda         |
| 7        | Bandera de Francia        | Harold Mayot       | 131   | Primera ronda         |
| 8        | Bandera de Bélgica        | David Goffin       | 133   | Primera ronda         |

- 1 Se ha tomado en cuenta el ranking del 12 de febrero de 2024.

### Otros participantes
Los siguientes jugadores recibieron una invitación (wild card), por lo tanto ingresan directamente al cuadro principal (WC):
- Charlie Camus
- Lucas Pouille
- Kyle Edmund

Los siguientes jugadores ingresan al cuadro principal tras disputar el cuadro clasificatorio (Q):
- Altuğ Çelikbilek
- Egor Gerasimov
- Strong Kirchheimer
- Tristan Lamasine
- Hazem Naw
- James Trotter

## Campeones

### Individual Masculino
- Otto Virtanen derrotó en la final a  Leandro Riedi por 7–5, 7–5

### Dobles Masculino
- Christian Harrison /  Brandon Nakashima derrotaron en la final a  Romain Arneodo /  Sam Weissborn por 7–6(5), 6–4